# المعبر، إب
المعبر هي إحدى قرى الجمهورية اليمنية. تتبع جغرافيا لمحافظة إب وإداريًا لمديرية فرع العدين. يبلغ تعداد سكانها 1595 نسمة حسب الإحصاء الذي أجري عام 2004.